# Boncourt JU
| JU ist das Kürzel für den Kanton Jura in der Schweiz. Es wird verwendet, um Verwechslungen mit anderen Einträgen des Namens Boncourt zu vermeiden. |

Boncourt ist eine politische Gemeinde im Bezirk Porrentruy des Kantons Jura in der Schweiz. Der frühere deutsche Name Bubendorf wird heute nicht mehr verwendet.

## Geographie

Historisches Luftbild von Werner Friedli (1910–1996) vom 12. September 1950

Boncourt liegt auf 373 m ü. M., 10 km nordnordwestlich des Bezirkshauptorts Porrentruy (Luftlinie). Das Dorf erstreckt sich in der Talniederung der Allaine im äussersten Norden der Ajoie an der Grenze zu Frankreich. Der alte Dorfkern befindet sich westlich der Allaine, während neuere Wohngebiete entlang der Hauptstrasse entstanden.
Die Fläche des 9,0 km² grossen Gemeindegebiets umfasst im Zentralteil das rund 500 m breite flache Tal der Allaine, das in die gewellte Tafeljuralandschaft der nördlichen Ajoie eingetieft ist. Im Osten reicht die Gemeindefläche auf den Mont Renaud (506 m ü. M.), im Süden auf die bewaldeten Höhen von Le Recet und Le Neu Bois, der mit 548 m ü. M. den höchsten Punkt der Gemeinde darstellt. 1997 entfielen von der Gemeindefläche 12 % auf Siedlungen, 41 % auf Wald und Gehölze, 46 % auf Landwirtschaft, und ungefähr 1 % war unproduktives Land.
Zu Boncourt gehören mehrere Einzelhöfe. Einzige Schweizer Nachbargemeinde von Boncourt ist Basse-Allaine; in Frankreich grenzt der Ort an Villars-le-Sec, Saint-Dizier-l’Évêque, Lebetain, Delle, Florimont und Courcelles.

## Bevölkerung
| Bevölkerungsentwicklung | Bevölkerungsentwicklung |
| Jahr                    | Einwohner               |
| ----------------------- | ----------------------- |
| 1850                    | 647                     |
| 1900                    | 932                     |
| 1910                    | 1.026                   |
| 1930                    | 1.138                   |
| 1950                    | 1.299                   |
| 1960                    | 1.493                   |
| 1970                    | 1.528                   |
| 1980                    | 1.468                   |
| 1990                    | 1.354                   |
| 2000                    | 1.358                   |

Mit 1171 Einwohnern (Stand 31. Dezember 2023) gehört Boncourt zu den grösseren Gemeinden des Kantons Jura. Von den Bewohnern sind 96,6 % französischsprachig, 2,1 % deutschsprachig und 0,4 % italienischsprachig (Stand 2000). Die Bevölkerungszahl von Boncourt stieg bis 1970 kontinuierlich an. Seither wurde insgesamt ein rückläufiger Trend beobachtet.

## Wirtschaft
Etwa um die Mitte des 19. Jahrhunderts hat sich Boncourt vom Agrar- zum Industriedorf gewandelt. Die erste bedeutende Fabrik war die 1814 von Martin Burrus gegründete Tabakfabrik F. J. Burrus, welche die Entwicklung des Dorfes entscheidend beeinflusste. Einst waren in der Zigarettenfabrik British American Tobacco (BAT) rund 600 Angestellte beschäftigt. Nach dem Verkauf der Fabrik an BAT gründete Charles Burrus die Fondation Guilé, eine Stiftung, welche unternehmerische Verantwortung fördert. 2023 will BAT die Zigarettenfabrik in Boncourt schliessen. Ausserdem betreibt die Firma ETA SA Manufacture Horlogère Suisse eine Uhrenfabrik. Weitere Arbeitsplätze gibt es im Grenzhandel und im Metallbau.

## Verkehr
Boncourt ist verkehrsmässig gut erschlossen. Der Grenzübergang Boncourt – Delle ist der wichtigste des Kantons Jura an der Grenze zu Frankreich. Er liegt an der Hauptstrasse 6 von Porrentruy nach Belfort mit einer Abzweigung in Delle nach Montbéliard. Im Rahmen des Autobahnbaus der A16 entstand ein neuer Grenzübergang westlich des Dorfes, der die Städte Belfort und Delsberg durchgehend auf einer kreuzungsfreien Strasse verbindet. Am 23. September 1872 wurde durch die PD die Eisenbahnstrecke Porrentruy–Delle mit einem Bahnhof in Boncourt eröffnet. Seit dem 10. Dezember 2006 verkehren nach einem elfeinhalbjährigen Unterbruch wieder Züge zwischen Boncourt und Delle. Die Wiederinbetriebnahme der Strecke Delle–Belfort, die einen Anschluss an die in Bau befindliche Schnellfahrstrecke LGV Rhin-Rhône gewährleisten soll, erfolgte am 9. Dezember 2018.

## Geschichte
Erstmals wird Boncourt im Jahre 1140 als Bononis Curia erwähnt. Die Bezeichnung geht vermutlich auf den germanischen Personennamen Bobo oder Boso zurück. Das Gebiet war aber schon zur Römerzeit bewohnt, denn Archäologen entdeckten auf dem Hügel von Châtillon südwestlich des Dorfes Überreste einer römischen Siedlung.
Boncourt teilte die wechselvolle Geschichte der Ajoie, die 1271 an das Fürstbistum Basel kam. Es unterstand vom 16. bis zum 18. Jahrhundert dem Meieramt Bure. Von 1793 bis 1815 gehörte Boncourt zu Frankreich und war anfangs Teil des Département du Mont-Terrible, ab 1800 mit dem Département Haut-Rhin verbunden. Durch den Entscheid des Wiener Kongresses kam der Ort 1815 an den Kanton Bern und am 1. Januar 1979 an den neu gegründeten Kanton Jura.

## Sehenswürdigkeiten
Ein Turm auf dem Felsvorsprung links der Allaine ist der einzige Überrest der Burg Milandre, die im 13. Jahrhundert von den Grafen von Montbéliard erbaut und 1674 in der Folge der Besetzung der Franche-Comté durch die französischen Truppen von Marschall de Turenne zerstört wurde.
Die Kirche von Boncourt, Saint-Pierre-et-Paul, wurde 1920/21 neu gebaut, wobei der gotische Chor und der Frontturm des Vorgängerbaus erhalten blieben. Zur bedeutenden Ausstattung gehört der im Stil der barocken Holzschnitzkunst hergestellte Altar von 1725–30, ein Hauptwerk der Gebrüder Breton. Im alten Dorfkern links der Allaine sind noch einige typische alte Fachwerkhäuser des 18. und 19. Jahrhunderts zu sehen. Von 1909 stammt die im Stil des Eklektizismus errichtete Villa Burrus.
Sehenswert ist die Tropfsteinhöhle der Grotte de Milandre südlich des Dorfes.

## Persönlichkeiten
- François Joseph Burrus (* 21. Februar 1805, † Boncourt 17. September 1879), Gründer der Tabakwarenfabrik F. J. Burrus[8]
- Mousse Boulanger (1926–2023), Schriftstellerin und Hörfunkjournalistin
- René Prêtre (* 1957), Herzchirurg und Kinderarzt, Schweizer des Jahres 2009
- Maurice Wicht (1949–1974), Aktivist in der Jurafrage

## Bilder

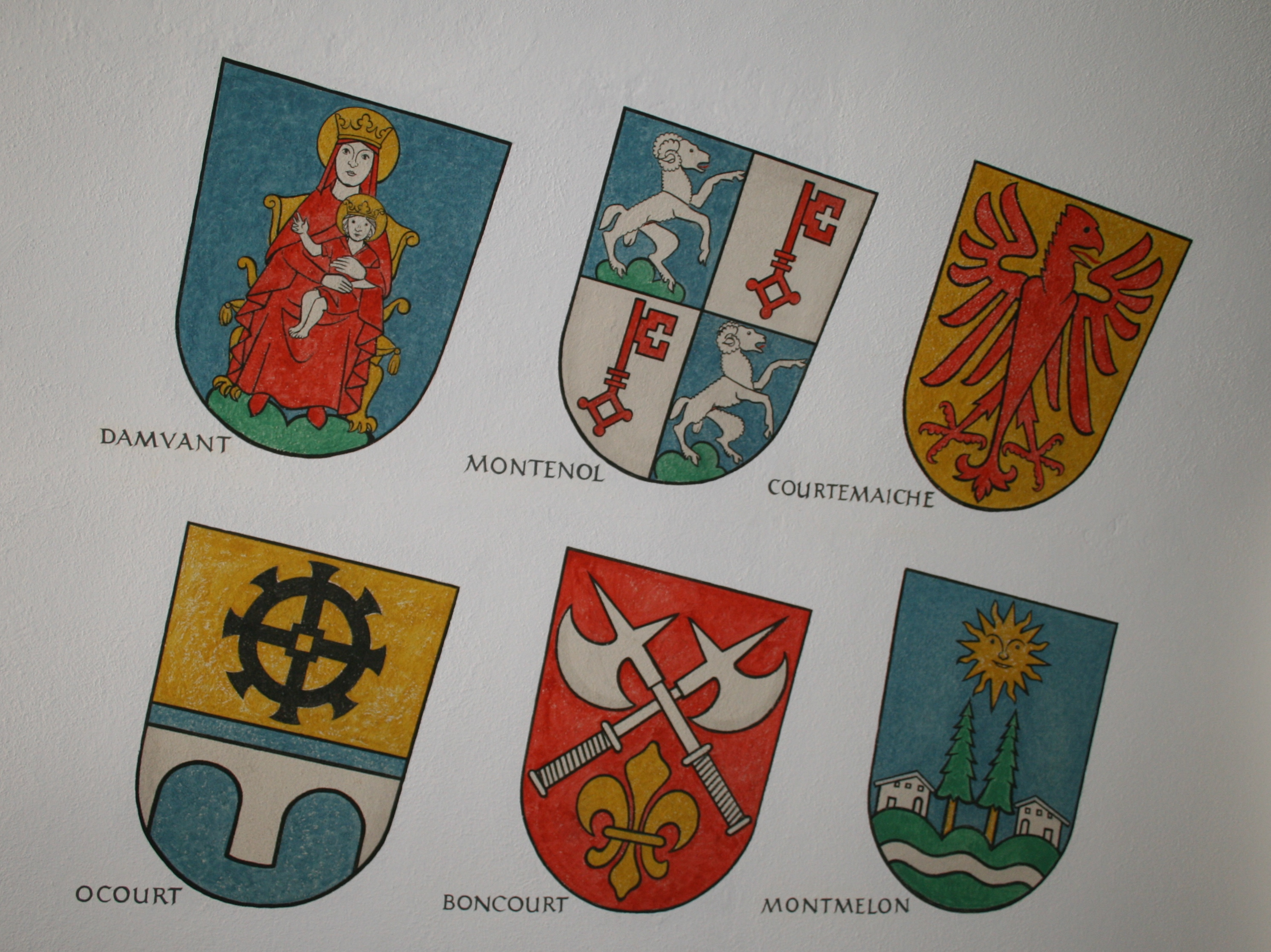
Wappen von Boncourt und 5 weiteren Gemeinden des Bezirks Pruntrut
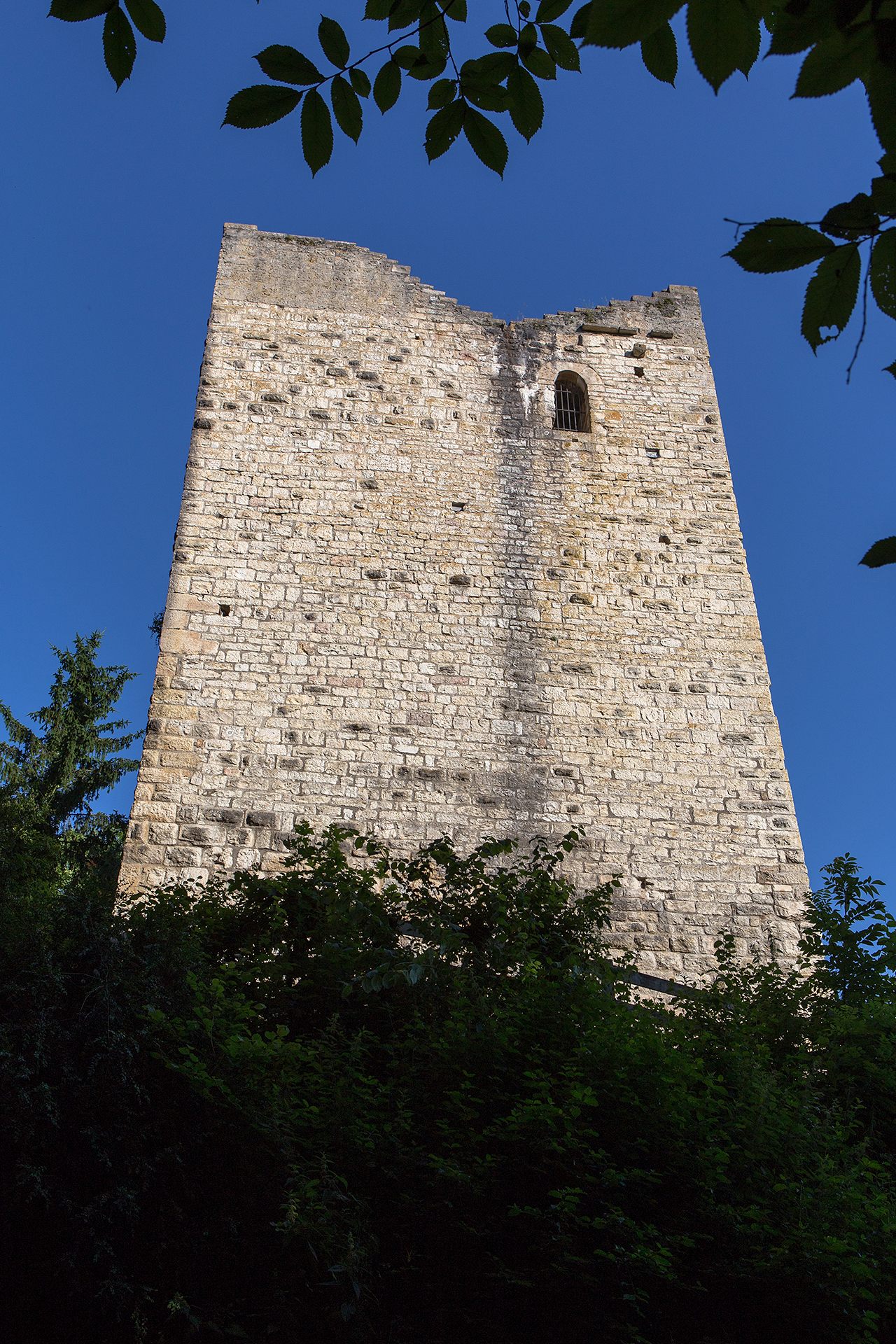
Tour de Milandre
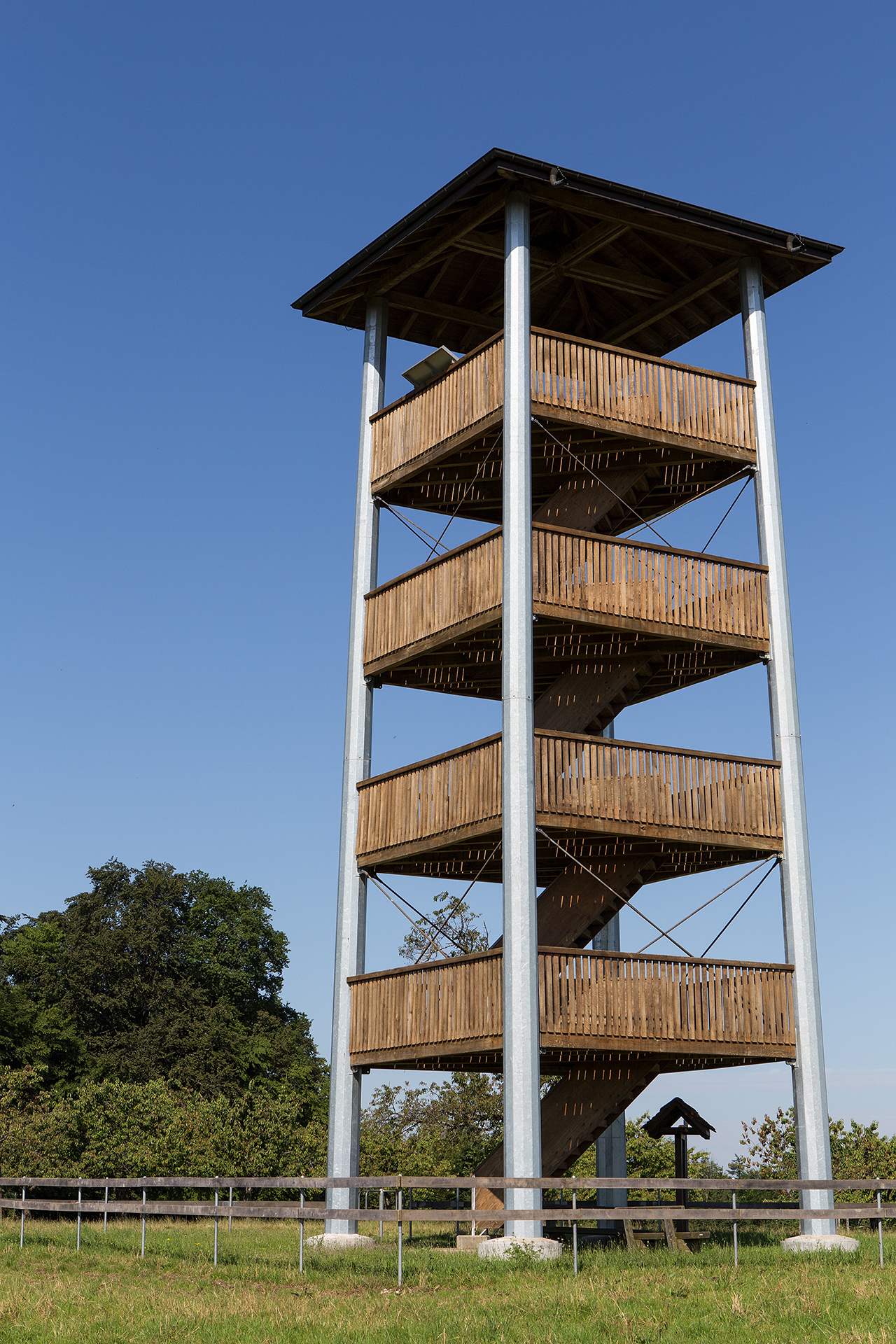
Aussichtsturm
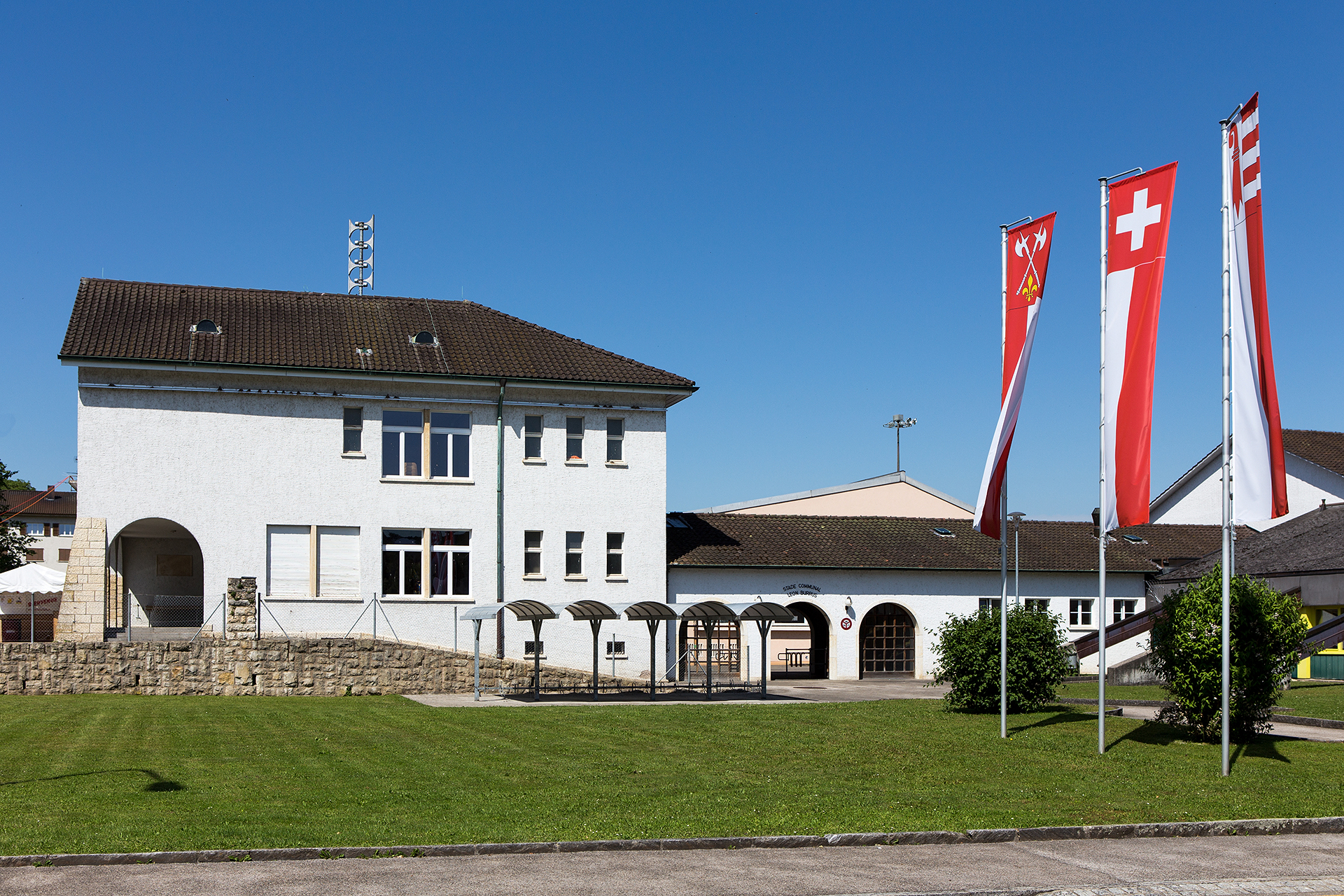
Primarschule
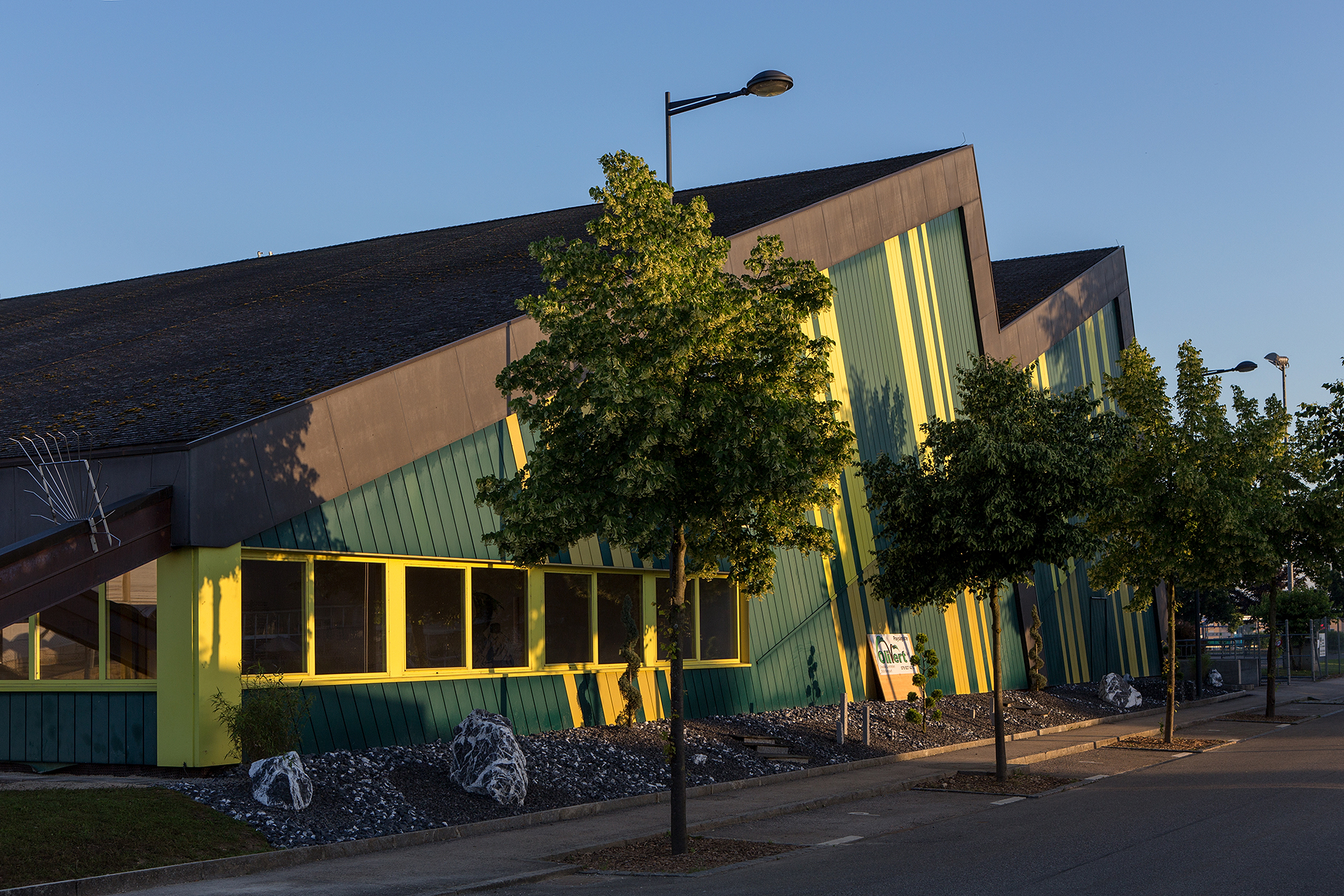
Sporthalle
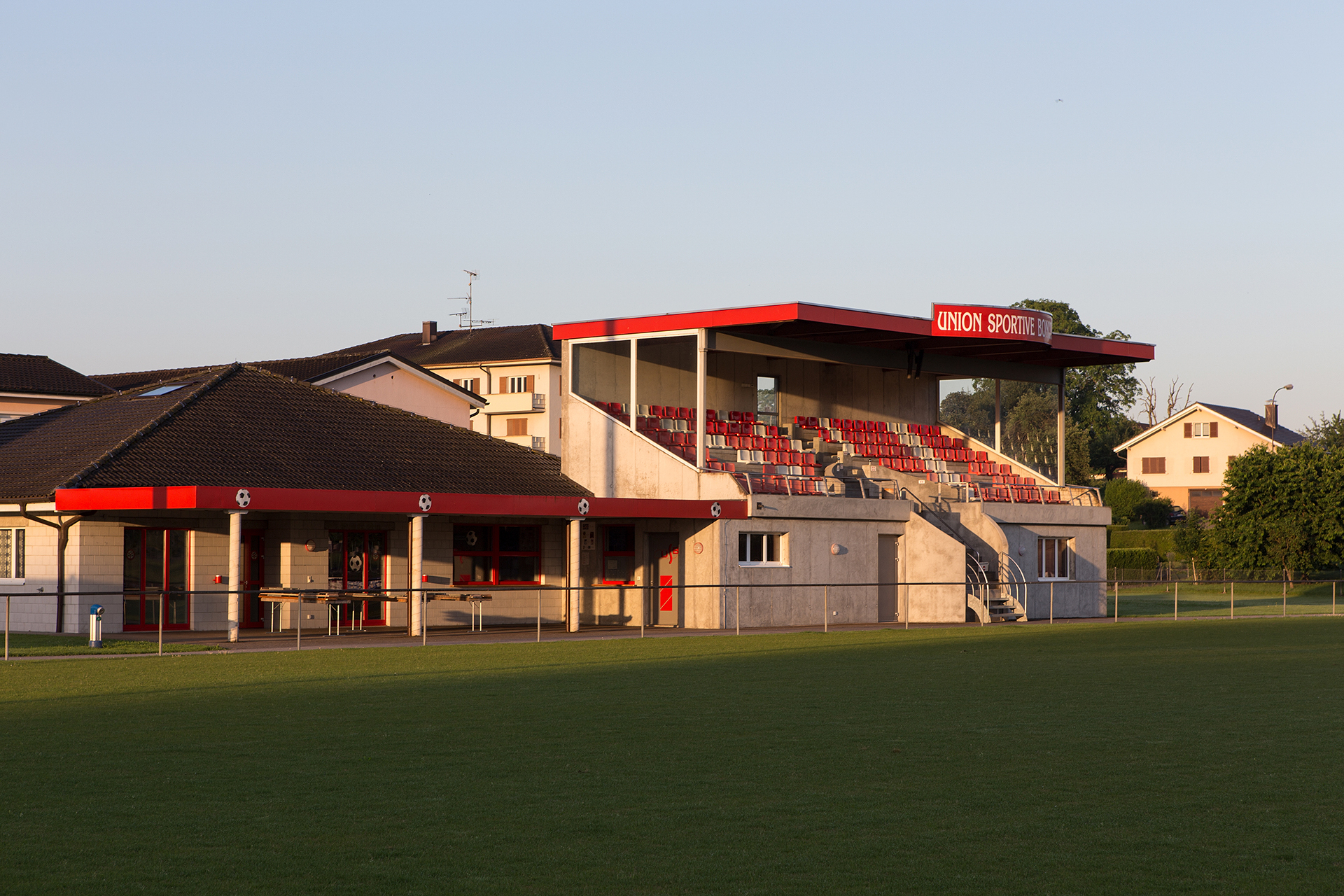
Fussball-Stadion
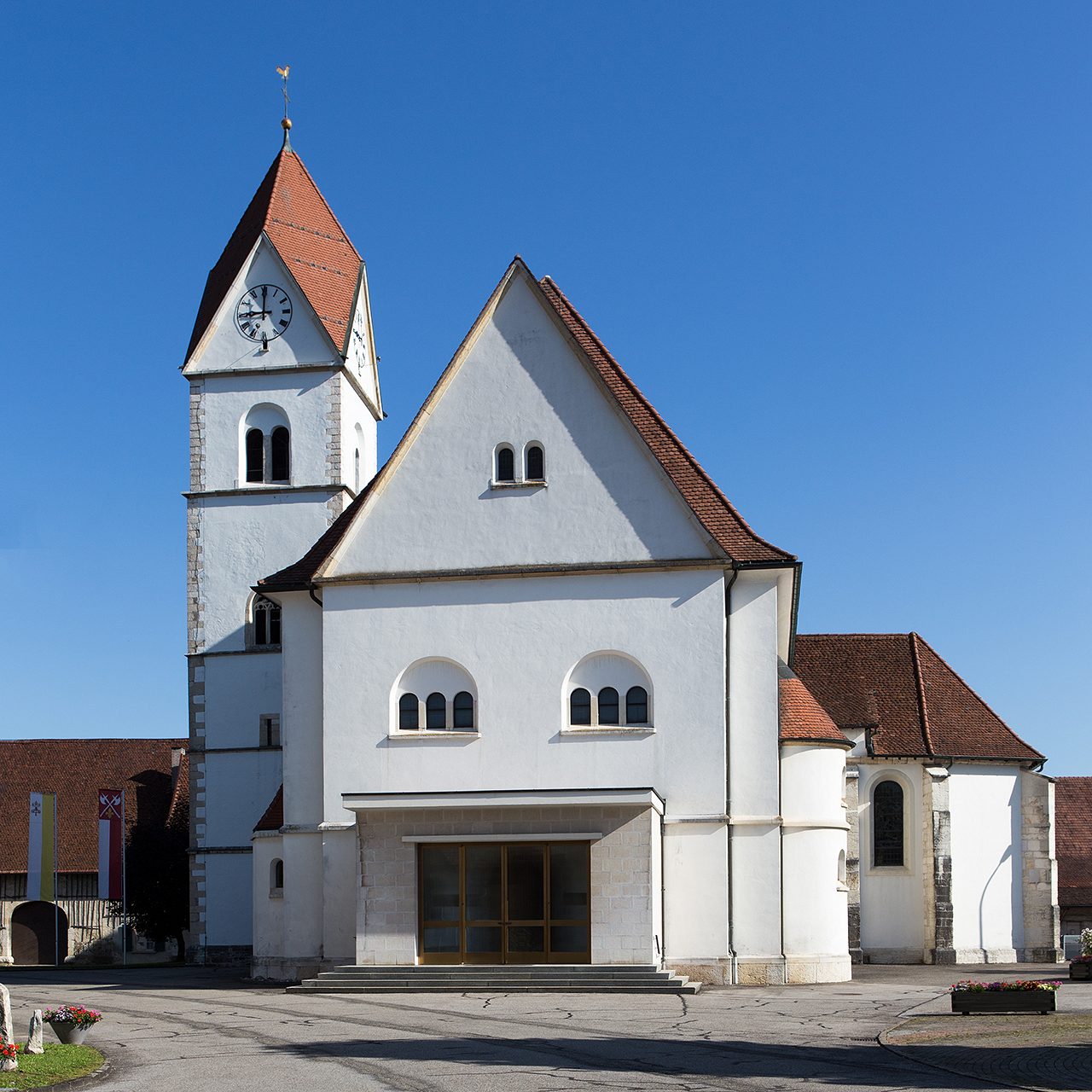
Kirche
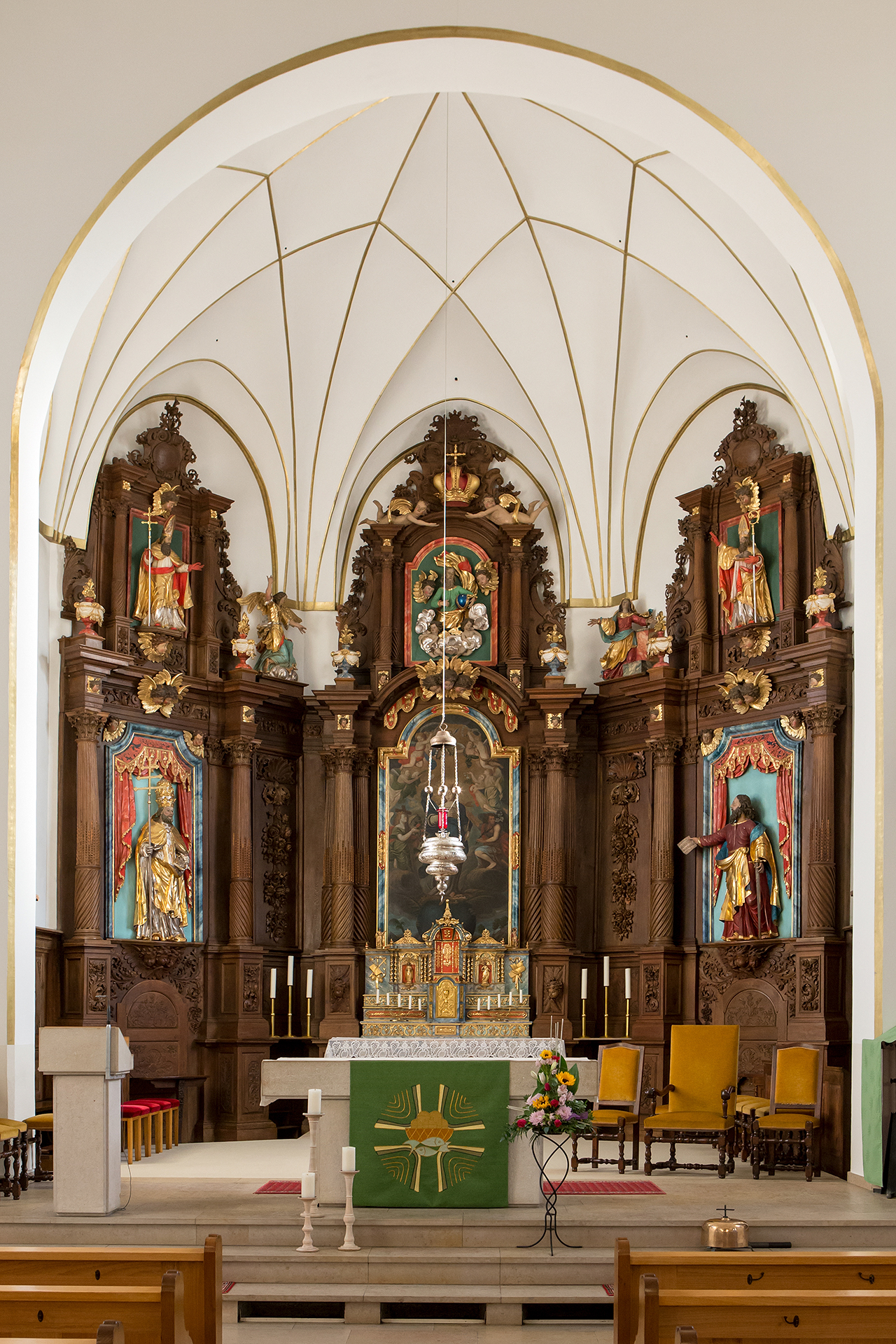
Altar und Chor der Kirche
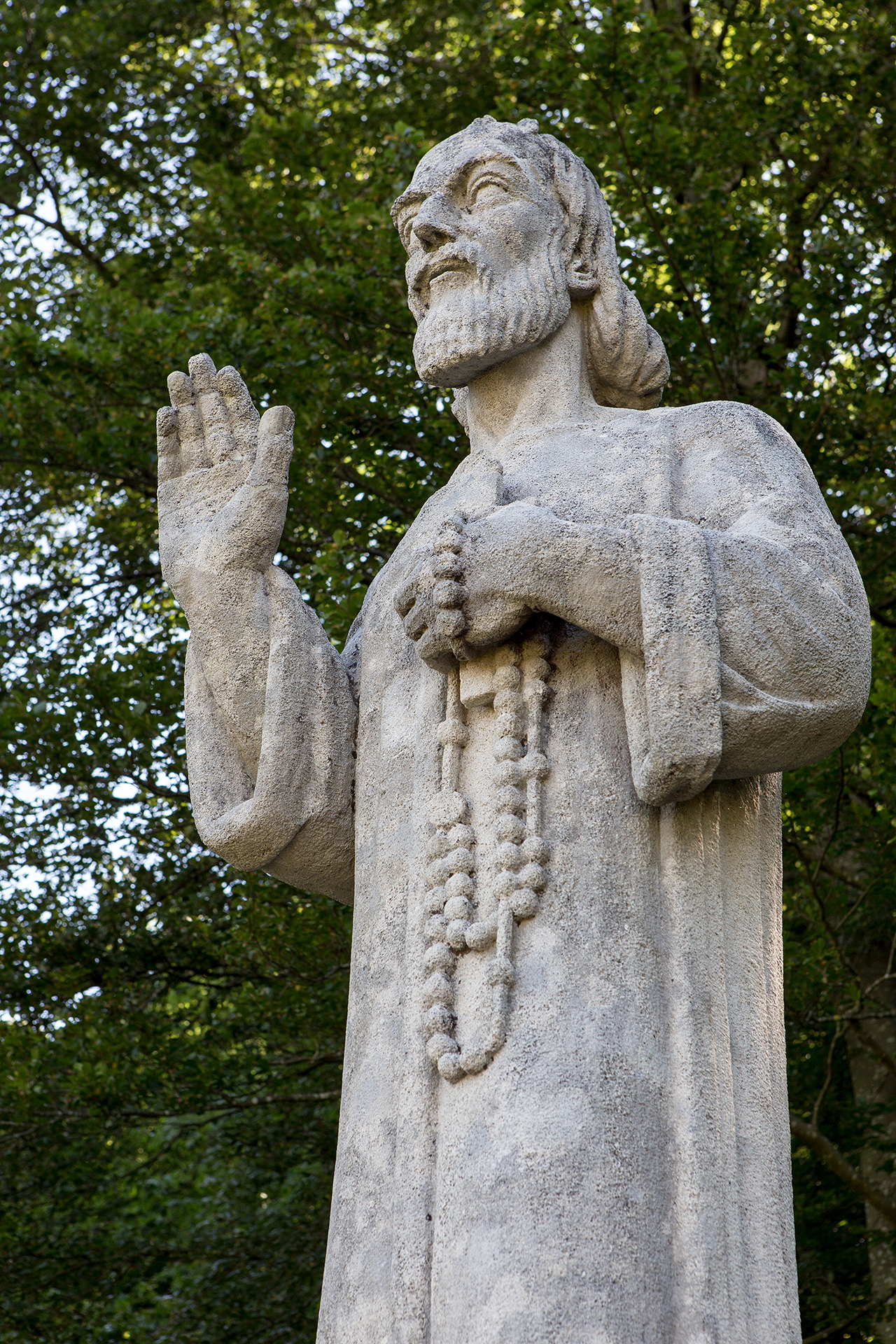
Nikolaus von der Flüh
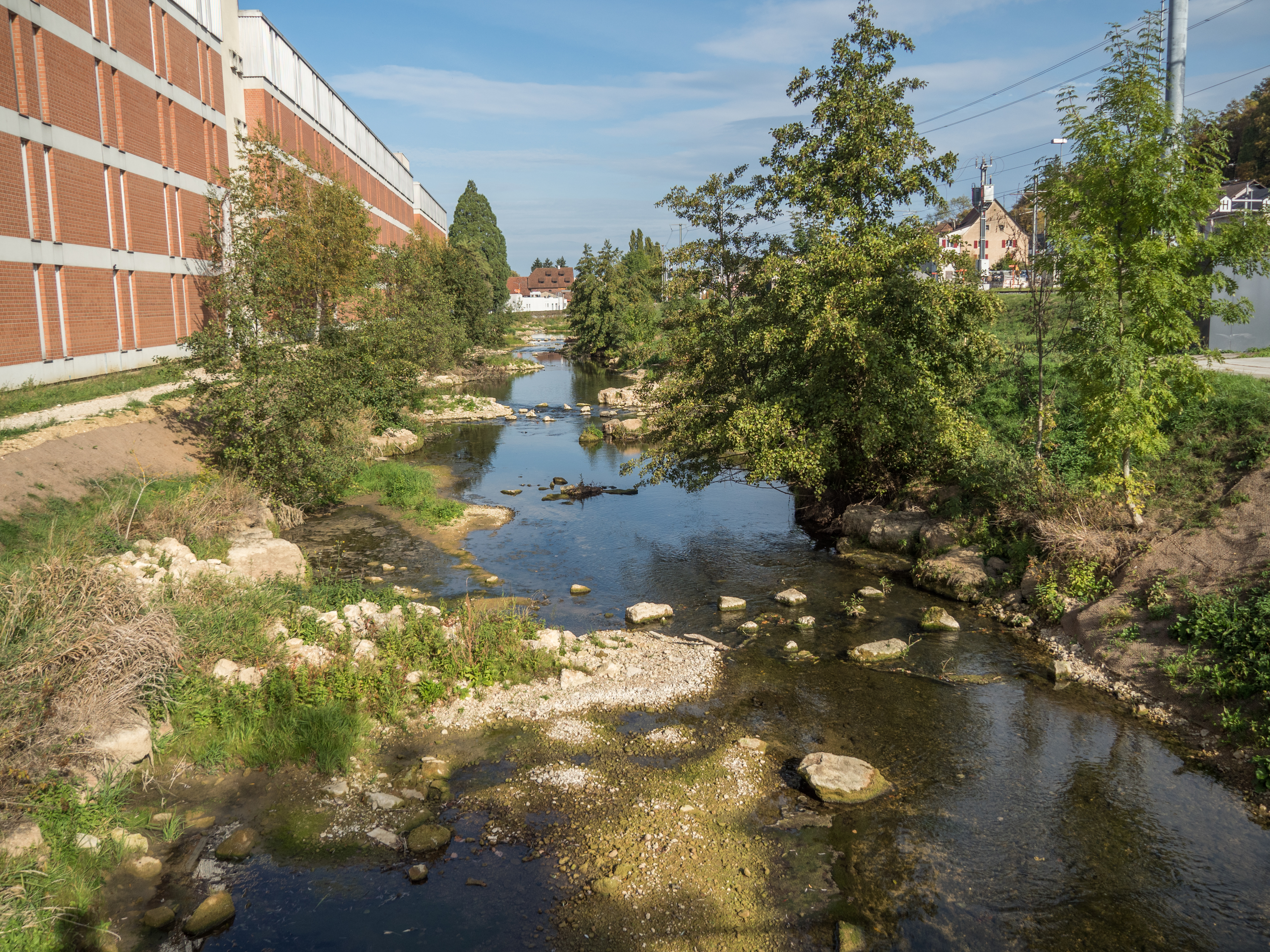
Die Allaine beim Bahnhof
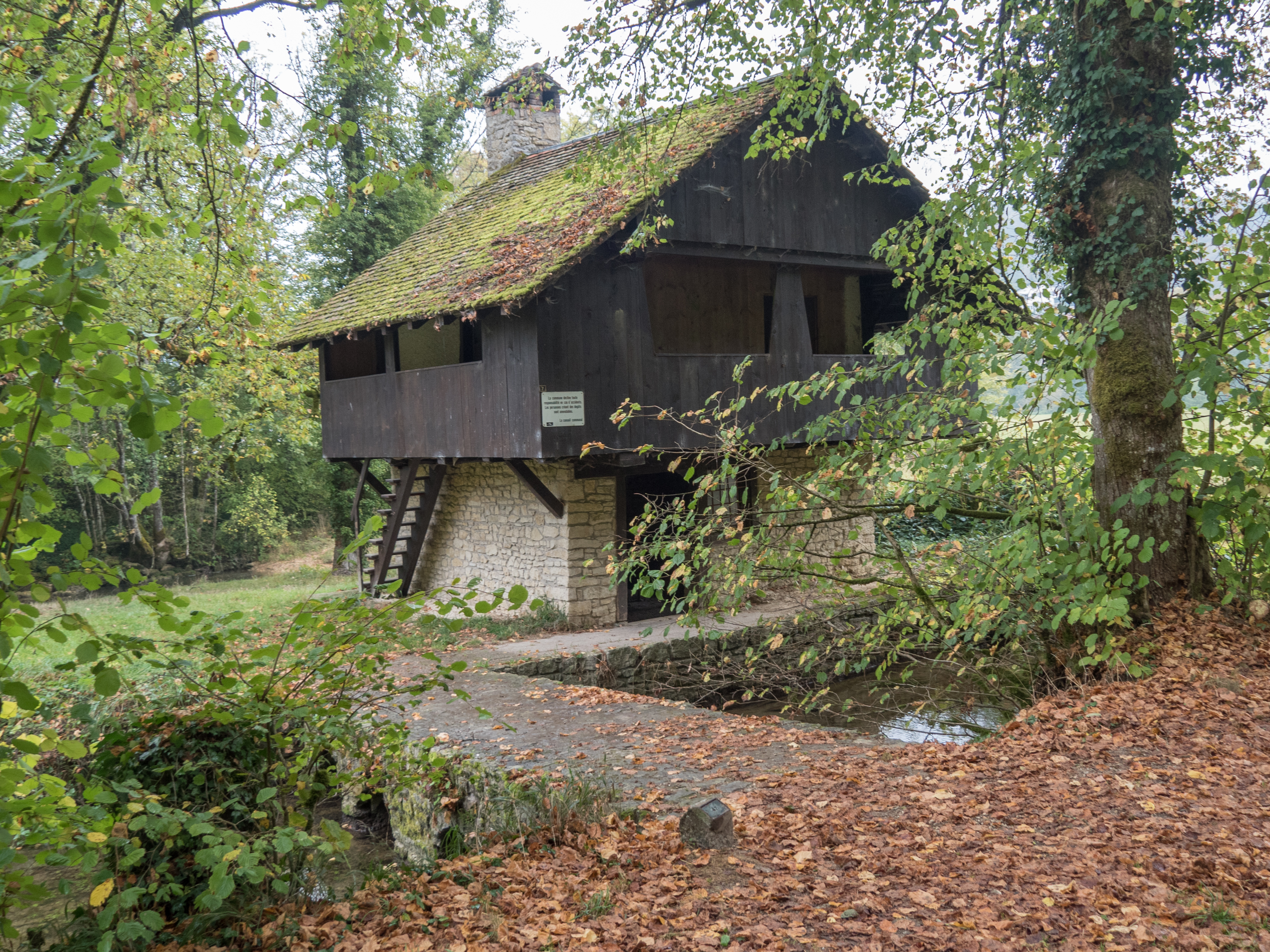
Steinbogenbrücke von 1781 über den Allainekanal bei Milandre